# Lasowice (Lubin)
Pour les articles homonymes, voir Lasowice.
Lasowice est une localité polonaise de la gmina de Ścinawa, située dans le powiat de Lubin en voïvodie de Basse-Silésie.